# Annakhil
Annakhil (arabiska: النخيل) är ett arrondissement i staden Marrakech i Marocko. Antalet invånare var 64 590 vid folkräkningen 2014.